# Нено Драгиев
Нено Драгиев е български пътен инженер.

## Биография
Роден е през 1897 г. Завършва Политехниката в Брауншвайг, Германия. След завръщането си в България е участъков инженер в Кърджали, Казанлък и др. През 1930-те години е инспектор в Министерство на обществените сгради, пътищата и благоустройството и ръководи и участва в строителството на редица пътища и пътни съоръжения. В периода 1947 – 1950 г. е началник отдел в Министерство на строежите.